# 蒂耶河畔勒米伊
蒂耶河畔勒米伊（法語：Remilly-sur-Tille）是法国科多尔省的一个市镇，位于该省东部，属于第戎区和圣阿波利奈尔县（Saint-Apollinaire）。该市镇总面积9.8平方公里，2015年时的人口为872人。

## 交通
科多尔省省道D34线和D107线在蒂耶河畔勒米伊镇中心交汇。

## 人口
蒂耶河畔勒米伊人口变化图示